# Скрученный ромбоикосододекаэдр
Скру́ченный ромбоикосододека́эдр — один из многогранников Джонсона (J72, по Залгаллеру — М6+М14+М6=М6+М13+2М6).
Составлен из 62 граней: 20 правильных треугольников, 30 квадратов и 12 правильных пятиугольников. Среди пятиугольных граней 7 окружены пятью квадратными, остальные 5 — четырьмя квадратными и треугольной; среди квадратных граней 20 окружены двумя пятиугольными и двумя треугольными, 5 — двумя пятиугольными, квадратной и треугольной, остальные 5 — пятиугольной, квадратной и двумя треугольными; среди треугольных граней 15 окружены тремя квадратными, остальные 5 — пятиугольной и двумя квадратными.
Имеет 120 рёбер одинаковой длины. 55 рёбер располагаются между пятиугольной и квадратной гранями, 5 рёбер — между пятиугольной и треугольной, 5 рёбер — между двумя квадратными, остальные 55 — между квадратной и треугольной.
У скрученного ромбоикосододекаэдра 60 вершин. В каждой сходятся пятиугольная, две квадратных и треугольная грани.
Скрученный ромбоикосододекаэдр можно получить из ромбоикосододекаэдра, выбрав в нём часть — любой пятискатный купол (J5), — и повернув его на 36° вокруг оси симметрии. Объём и площадь поверхности при этом не изменятся; описанная и полувписанная сферы полученного многогранника также совпадают с описанной и полувписанной сферами исходного ромбоикосододекаэдра.

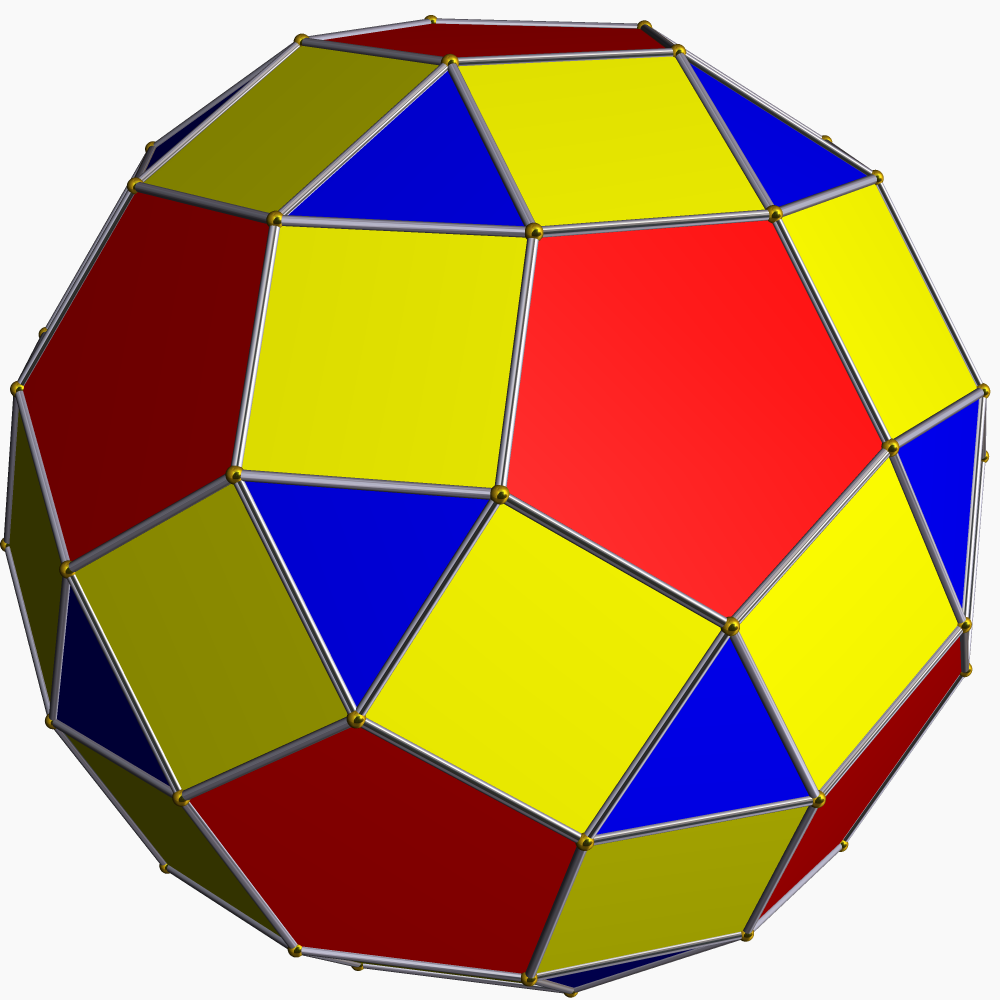
Ромбоикосододекаэдр
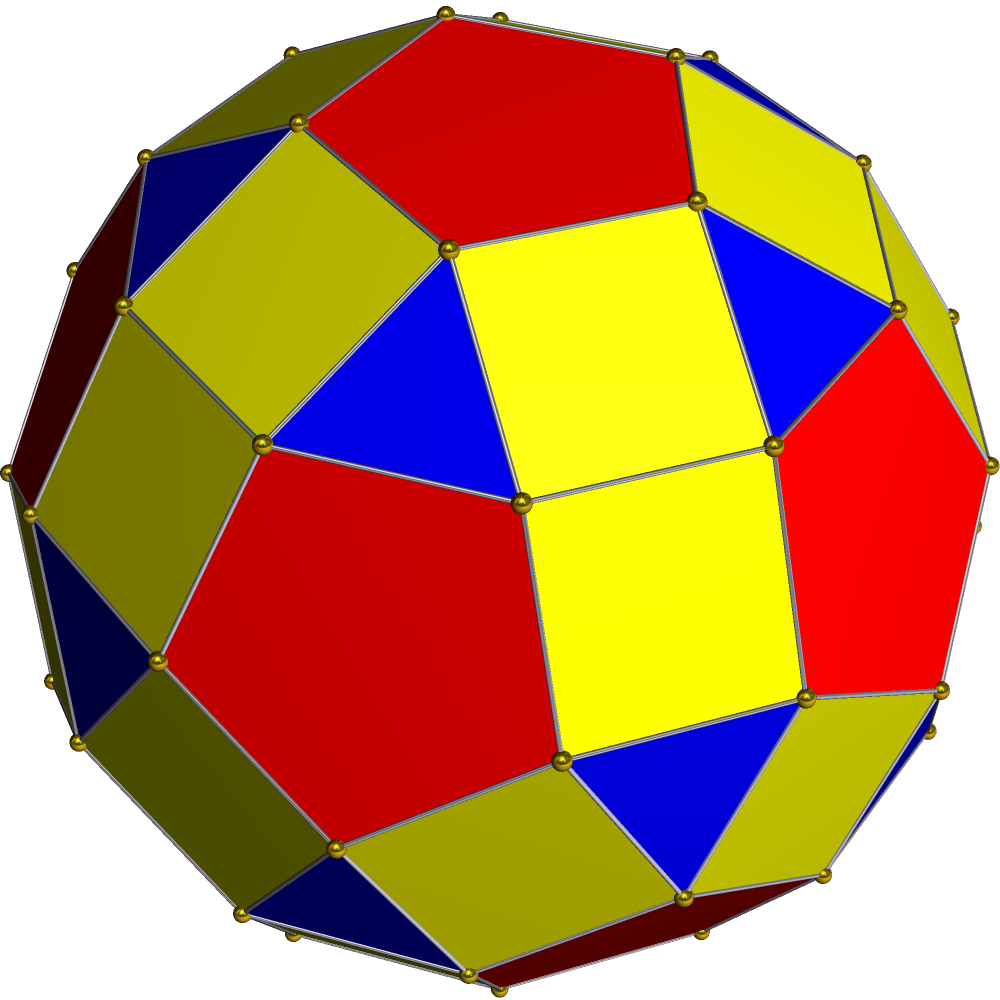
Скрученный ромбоикосододекаэдр

## Метрические характеристики
Если скрученный ромбоикосододекаэдр имеет ребро длины {\displaystyle a}, его площадь поверхности и объём выражаются как
{\displaystyle S=\left(30+5{\sqrt {3}}+3{\sqrt {25+10{\sqrt {5}}}}\right)a^{2}\approx 59{,}3059828a^{2},}
{\displaystyle V={\frac {1}{3}}\left(60+29{\sqrt {5}}\right)a^{3}\approx 41{,}6153238a^{3}.}
Радиус описанной сферы (проходящей через все вершины многогранника) при этом будет равен
{\displaystyle R={\frac {1}{2}}{\sqrt {11+4{\sqrt {5}}}}\;a\approx 2{,}2329505a;}
радиус полувписанной сферы (касающейся всех рёбер в их серединах) —
{\displaystyle \rho ={\frac {1}{2}}{\sqrt {10+4{\sqrt {5}}}}\;a\approx 2{,}1762509a.}